# Eublemma acarodes
Eublemma acarodes är en fjärilsart som beskrevs av Swinhoe 1907. Eublemma acarodes ingår i släktet Eublemma och familjen nattflyn. Inga underarter finns listade i Catalogue of Life.